# Circuito Brasileiro de Voleibol de Praia Masculino de 2018–19
O Circuito Brasileiro de Voleibol de Praia Masculino de 2018-19, também chamado de Circuito Banco do Brasil de Vôlei de Praia Open, é a vigésima oitava edição da principal competição nacional de Vôlei de Praia na variante masculina, iniciado em 11 de setembro de 2018.

## Resultados

### Circuito Open 2018-19
| Evento                                                                 | Ouro                                      | Prata                                  | Bronze                                    | Quarto lugar                                 |
| 1ª Etapa Palmas, Tocantins 11 a 16 de setembro de 2018.                | / Hevaldo Moreira Arthur Lanci            | André Loyola Stein Alison Cerutti      | / George Wanderley Thiago Santos Barbosa  | Eduardo Davi Adrielson Emanuel               |
| 2ª Etapa Vila Velha, Espírito Santo 23 a 28 de outubro de 2018.        | /Gustavo Carvalhaes Saymon Barbosa Santos | /Pedro Solberg Bruno Oscar Schmidt     | /Ricardo Alex Santos Álvaro Filho         | / George Wanderley Averaldo Pereira da Silva |
| 3ª Etapa Campo Grande, Mato Grosso do Sul 20 a 25 de novembro de 2018. | /Pedro Solberg Bruno Oscar Schmidt        | / Evandro Gonçalves Vitor Felipe       | Eduardo Davi Adrielson Emanuel            | /Oscar Brandão Luciano Ferreira              |
| 4ª Etapa São Luís, Maranhão 23 a 27 de janeiro de 2019.                | /Ricardo Alex Santos Álvaro Filho         | /Pedro Solberg Bruno Oscar Schmidt     | /Gustavo Carvalhaes Saymon Barbosa Santos | / George Wanderley Thiago Santos Barbosa     |
| 5ª Etapa Fortaleza, Ceará 20 a 24 de fevereiro de 2019.                | /Evandro Gonçalves Bruno Oscar Schmidt    | /Ricardo Alex Santos Álvaro Filho      | /Gustavo Carvalhaes Saymon Barbosa Santos | / Hevaldo Moreira Arthur Lanci               |
| 6ª Etapa Natal, Rio Grande do Norte 20 a 24 de março de 2019.          | /Ricardo Alex Santos Álvaro Filho         | / Hevaldo Moreira Arthur Lanci         | /Fernandão Ramon Gomes                    | /Pedro Solberg Vitor Felipe                  |
| 7ª Etapa João Pessoa, Paraíba 9 a 14 de abril de 2019.                 | /Oscar Brandão Alison Cerutti             | /Evandro Gonçalves Bruno Oscar Schmidt | /Vinícius Freitas Moisés Santos           | /Ricardo Alex Santos Álvaro Filho            |

## Ranking Final

### Premiações individuais
Os destaques da temporada foram ː
| MVP                     | Álvaro Filho        | Paraíba                   |
| Melhor Ataque           | Alison Cerutti      | Espírito Santo (estado)   |
| Craque da Galera        | Álvaro Filho        | Paraíba                   |
| Melhor Bloqueio         | André Loyola Stein  | Espírito Santo (estado)   |
| Melhor Saque            | Evandro Gonçalves   | Rio de Janeiro            |
| Melhor Recepção/Passe   | Bruno Oscar Schmidt | Distrito Federal (Brasil) |
| Melhor Defesa           | Álvaro Filho        | Paraíba                   |
| Melhor Levantador       | Álvaro Filho        | Paraíba                   |
| Atleta que mais evoluiu | Adrielson Emanuel   | Paraná                    |
| Revelação               | Renato Andrew       | Paraíba                   |
| Melhor Técnico          | Ernesto Vogado      | Paraíba                   |